# قصه‌های کریسمس
قصه‌های کریسمس (به انگلیسی: Christmas Tales) چهارمین آلبوم استودیویی و اولین آلبوم کریسمس از هنرمند بلاروسی - نروژی الکساندر ریباک است که در ۲۳ نوامبر ۲۰۱۲ در نروژ منتشر شد. این آلبوم در جدول آلبوم‌های نروژی در جایگاه ۳۴ قرار گرفت.

## تک‌آهنگ‌ها
تنها تک‌آهنگ آوازی دونفره این آلبوم، قطعه «هدیه» می‌باشد که به همراه ددریک سولی-تانگن اجرا شده‌است. ریباک در فصل زمستان سال ۲۰۱۴ چندین ترانه را دوباره در یوتیوب منتشر کرد.

## فهرست آهنگ‌ها
| شماره | نام                                  | نویسنده(ها)       | مدت  |
| ----- | ------------------------------------ | ----------------- | ---- |
| ۱.    | «آهنگ کریسمس»                        | Wells Tormé       | ۳:۵۹ |
| ۲.    | «سرزمین عجایب زمستان»                | Bernard Smith     | ۳:۳۷ |
| ۳.    | «بگذار برف شود»                      | Styne Cahn        | ۲:۱۶ |
| ۴.    | «کریسمس جمع و جور و خوبی داشته باشی» | Blane Martin      | ۳:۴۶ |
| ۵.    | «بگو کِی؟»                            | Rybak             | ۴:۲۸ |
| ۶.    | «بابانوئل به شهر می‌آید»              | Gillespie Coots   | ۲:۳۸ |
| ۷.    | «عزیزم بیرون سرده»                   | Loesser           | ۲:۵۷ |
| ۸.    | «رودلف: گوزن شمالی بینی قرمز»        | Marks             | ۲:۴۸ |
| ۹.    | «هدیه»                               | Rybak             | ۳:۴۴ |
| ۱۰.   | «زنگ‌های نقره ای»                     | Livingston Evans  | ۳:۲۹ |
| ۱۱.   | «من برای کریسمس در خانه خواهم بود»   | Kent Gannon Ram   | ۴:۵۱ |
| ۱۲.   | «شب آرام»                            | Gruber Mohr Young | ۴:۱۱ |

## نوازندگان و عوامل تولید
نوازندگان
- الکساندر ریباک:آواز
- آنسوفی(Annsofi): آواز
- ددریک سولی-تانگن: خواننده
- Knut Bjørnar Asphol: گیتار، باس، سازهای کوبه ای
- هرموند نیگارد(Hermund Nygård) :طبل
- بورگ اره هالواشن(Børge-Are Halvorsen): ساکسیفون
- جنس پتر آنتونسن(Jens Petter Antonsen) - شیپور، ترومبون
- پرنیل هوگستاد استنه(Pernille Hogstad Stene) - خواننده پس زمینه
- استفان ویلیام-اولسون(Staffan William-Olsson) - ساز بادی
- امیر الی(Amir Aly) - گیتار، باس
- رابرت انگستراند(Robert Engstrand) - پیانو
- پتر لیندگارد(Petter Lindgård) - شیپور، ترومبون
- جنس لیندگارد(Jens Lindgård) - ترومبون
- پیتر وینتر(Peter Zimney) - ساکسیفون
- برت دیوز(Barrat Dues) - ارکستر مجلسی
- اعضای گروه کر:
- آنا الین اسکای باکمومن(Anja Eline Skybakkmoen)؛ آنه کارمن روگن(Ane Carmen Roggen)؛ آیدا روگن(Ida Roggen)؛ آنین کروسه اسکاترود(Anine Kruse Skatrud)؛ لیف هاگلند(Leif Haugland)، هانس اول هانسن(Hans Ole Hansen)، مورتن میدلین(Morten Midtlien)

عوامل تولید
- الکساندر ریباک: تنظیم، تولید
- Knut Bjørnar Asphol: تولید
- امیر الی(Amir Aly): تولید
- شان لوئیس(Sean Lewis): میکس
- تورفین تورسن(Torfin Thorsen): تنظیم کننده رشته اضافی سازها
- نیلس تو ررس(Nils Thore Røsth): تنظیم کننده رشته اضافی سازها، رهبر کنسرت
- Børge-Are Halvorsen: تنظیم سازهای بادی
- هانس فردریک آسبورنسن(Hans Fredrik Asbjørnsen) :عکاس
- هاکون ایمس(Håkon Ims) - طراح آلبوم
- فروند اسکارن(Frode Skaren) - تصویرگر

## رتبه‌بندی فروش
| جدول فروش ۲۰۱۲ | اوج موقعیت |
| -------------- | ---------- |
| وی‌جی-لیستا     | 34         |

## تاریخ انتشار
| کشور | تاریخ        | فرمت‌ها         | ناشر                                    |
| ---- | ------------ | -------------- | --------------------------------------- |
| نروژ | ۱۵ ژوئن ۲۰۱۱ | دانلود دیجیتال | انتشار توسط شرکت Grappa Musikkforlag AS |